# Ignacio Serricchio
Ignacio Serricchio (nascido em 19 de abril de 1982 em Buenos Aires, Argentina) é um ator americano de origem argentina. Ele é mais conhecido por seu papel como Don West em Perdidos no Espaço.
Biografia
Ignacio Serricchio é graduado na Syracuse University's Drama Department.
Em outubro de 2004, Serricchio se juntou ao elenco da série Hospital Geral, quando interpretou o conturbado jovem Diego Alcazar. Ele deixou a série em novembro de 2006. Posteriormente, em 22 de fevereiro de 2008, ele voltou como Diego até que o seu personagem foi morto em 5 de março de 2008. Em 2005, Serricchio interpretou um missionário mórmon das ruas, no filme aclamado pela crítica "Estados de Graça".
Em 2007, ele apareceu em seis episódios de Ghost Whisperer, onde interpretou o personagem Gabriel Lawrence. Em 2008, interpretou Luis na série Privileged, onde estreou no quarto episódio, "All About Love Actually", que foi ao ar em 1 º de dezembro de 2008. A série parou as filmagens em 24 de fevereiro de 2009. Na série, Luis é um chef de cozinha que trabalha para a família Baker, o que o leva a desenvolver um interesse amoroso pela personagem Sage Baker.  Em dezembro de 2012, ele se juntou ao elenco de The Young and the Restless como o detetive Alex Chávez.
Atualmente aparece na série "Perdidos no Espaço" que estreou em abril de 2018 no netflix. Faz o papel de Don West, mecânico de bordo.

## Filmografia da Televisão
- Rodney como Javier (2005)
- House MD como Alfredo (2005)
- Lincoln Heights (2007)
- Ghost Whisperer como Gabriel Lawrence  (2007–2008)
- General Hospital como Diego Sanchez Alcazar (1 de outubro de 2004 à 17 de novembro de 2006, 22 de fevereiro de 2008 à 5 de março de 2008)
- Keith as Rafael (2008)
- Privileged como Luis (2008)
- Wildfire como Jace (2007)
- The Accidental Death of Joey by Sue como Saul (2010)
- Quarantine 2: Terminal como Ed (2011)
- Covert Affairs como Carlo (2011)
- The Finder como Alejandro Lopez-Fernando (2012)
- Young and the Restless como alex Chavez
- Lost In Space como Don West